# Styringomyia obuduensis
Styringomyia obuduensis is een tweevleugelige uit de familie steltmuggen (Limoniidae). De soort komt voor in het Afrotropisch gebied.